# Nikolaj Veselovskij
Nikolaj Veselovskij, rusky Николай Иванович Веселовский (listopad 1848 Moskva – 12. dubna 1918 Petrohrad), byl ruský archeolog, orientalista, badatel dějin a archeologie Střední Asie. Prováděl vykopávky v Samarkandu, jako první prozkoumal černomořské a skytské starožitnosti, vykopal Kelermesské mohyly, Majkopský kurgan a kurgan Solocha. Jako první zahájil vykopávky na pohřebišti Klady u obce Novosvobodnaja. Byl pofesorem petrohradské univerzity (1890) a členem korespondenent akademie věd v Petrohradě (1914).

## Život
Narodil se v Moskvě a chodil do školy ve Vologdě. Studoval na petrohradské univerzitě. Jako mladý muž jako první vykopal Afrasiab, nejstarší část Samarkandu. V Samarkandu se setkal a spřátelil se s místním historikem, sběratelem a obchodníkem Mirzou Bukharim a získal od něj přes 1000 cenných artefaktů. Poté obrátil svou pozornost k Tamerlánovu mauzoleu a některým dalším skvostům tamější architektury.
Dvacet let aktivně prováděl vykopávky v Adygejsku. Některé z pokladů pohřebních mohyl, které objevil, jsou staré asi 5 tisíc let.
Mnohé z jeho vykopávek byly nouzové vykopávky na místech ohrožených nebo částečně zničených rabováním. V jediné sezóně musel dohlížet na četné výkopy na vzdálených místech. V důsledku toho byly některé vykopávky narychlo prováděny nekvalifikovanými asistenty, což přimělo pozdější sovětské archeology, aby tato místa znovu prozkoumali. Přesto to byl Veselovský (a jeho tým), kdo objevil některé z nejlepších příkladů skytského umění.
Během svého průzkumu Bělorečenského kurganu v letech 1906 a 1907 také objevil pozoruhodné příklady středověkého umění, zejména šperky a textilie ze Zlaté hordy.
V listopadu 1917 se po další sezóně vykopávek vrátil do Petrohradu a snažil se shrnout své vědecké výzkumy a poznatky. Na jaře 1918 mu nemoc zkrátila život.